# Fernando Marçal
Fernando Marçal Oliveira (São Paulo, 19 februari 1989) – voetbalnaam Marçal – is een Braziliaans voetballer die bij voorkeur als linksback speelt. Hij tekende in september 2020 bij Wolverhampton Wanderers, dat hem overnam van Olympique Lyon.

## Clubcarrière
Marçal kwam in Brazilië uit voor Grêmio en Guaratinguetá. In 2010 trok hij naar het Portugese Torreense. In januari 2012 tekende de Braziliaan voor CD Nacional. Op 22 januari 2012 debuteerde hij in de Primeira Liga tegen CD Feirense. Op 12 januari 2014 maakte hij zijn eerste treffer in de Primeira Liga tegen Gil Vicente. In 2015 maakte Marçal transfervrij de overstap naar SL Benfica. Bij Benfica werd hij echter enkel uitgeleend aan Gaziantepspor en EA Guingamp. Hij speelde geen enkele competitiewedstrijd voor Benfica en vertrok in 2017 naar Olympique Lyon. In september 2020 werd hij verkocht aan Wolverhampton Wanderers FC.